# Église luthérienne du Costa Rica
L'Iglesia Luterana Costarricense (ILCO (es) : Église luthérienne du Costa Rica) est une Église luthérienne au Costa Rica fondée en 1988. Elle est membre de la Fédération luthérienne mondiale.

## Historique
Les premiers luthériens étaient des familles allemandes qui s'étaient installées au Costa Rica à la fin du XIXe siècle, mais si le culte était célébré dans les foyers et en allemand, il n'y avait pas de missions. Après 1946, des missionnaires sont envoyés en Amérique centrale par l'Église luthérienne - Synode de Missouri pour accompagner la diffusion en espagnol de l'Heure luthérienne (en), le Costa Rica est le pays où ces missionnaires ont le plus de succès. À partir de 1963, de nouveaux pasteurs sont alors formés pour accueillir au sein de l'Église de nombreux nouveaux fidèles hispanophones. Après un temps de croissance dans les années 1970, l'Église connaît une crise dans les années 1980 à cause de la crise économique que connaît alors le Costa Rica. En juillet 1988, l'Église luthérienne du Costa Rica est officiellement fondée rassemblant les nouveaux convertis hispanophones et les anciennes familles d'origine allemande.